# Шри Чайтанья Гаудия Матх
Шри Чайта́нья Гауди́я Матх (ШЧГМ) (англ. Sri Chaitanya Gaudiya Math) — международная индуистская гаудия-вайшнавская организация, основанная бывшим деятелем Гаудия-матха Бхакти Дайитой Мадхавой Госвами (1904—1979) в 1953 году (неофициально — в 1940-е годы) в Индии. Головной монастырь-матха расположен в Калькутте. Имеет около 24 отделений в Индии, в том числе в штатах Ассам и Пенджаб. Издаётся ежемесячный журнал «Chaitanya Vani». Ныне ШЧГМ возглавляет ачарья Бхакти Валлабха Тиртха. В России с 1999 года, открыт ашрам в Москве.